# Haliophasma adinae
Haliophasma adinae är en kräftdjursart som först beskrevs av Negoescu 1980.  Haliophasma adinae ingår i släktet Haliophasma och familjen Anthuridae.
Artens utbredningsområde är Omanbukten. Inga underarter finns listade i Catalogue of Life.